# Bordspelpuzzel

Solitair Zeeslag

Een bordspelpuzzel is een puzzel die is afgeleid van een bordspel.
Voorbeelden hiervan zijn
- schaakproblemen
- Zeeslag